# Церковь Святого Петра и Павла (Берн)
Церковь Святого Петра и Павла — первая после реформации католическая церковь в столице Швейцарской Конфедерации городе Берне. Церковь была заложена в 1858 году на Ратушной улице, в непосредственной близости от Бернской ратуши, её строительство продолжалось до 1864 года.
Проект первой католической церкви Берна был выставлен на международный конкурс. Победителем стал французский архитектор Пьер Жозеф Эдуард Деперт, автор знаменитой Парижской ратуши. Церковь построена в стиле историзма, имитируя постройку на стыке романской архитектуры и ранней готики.
- Колокольня церкви
- Боковой фасад с розой
- Интерьер центрального нефа
- Витраж в стиле ар-нуво